# Rebellion Developments
Rebellion Developments Limited este o companie care dezvoltă jocuri video din Oxford, Marea Britanie, faimoasă pentru seria de jocuri video Aliens vs. Predator.

## Studiouri

### Deținute în prezent
- Rebellion Oxford
- Rebellion Liverpool

### Desființate
- Rebellion Derby

## Jocuri video dezvoltate de Rebellion
| - Eye of the Storm (1993, Amiga și PC-DOS) - Checkered Flag (1994, Jaguar) - Alien vs Predator (1994, Atari Jaguar) - Legions of the Undead (1995, Jaguar) (anulat) - Klustar (1998, Game Boy) - Aliens versus Predator (1999, PC) - Mission Impossible (1999, Game Boy Color) - The Mummy (1999/2000, PC și PlayStation) - Tom Clancy's Rainbow Six (1999, PlayStation) - Aliens versus Predator Gold (2000, PC) - Asterix: Search for Dogmatix (2000, Game Boy Color) - Gunlok (2000, PC) - Tom Clancy's Rainbow Six: Lone Wolf (2002, PlayStation) - Largo Winch (2000, PlayStation) - Skyhammer (2000, Jaguar) - Snood (2001, GBA) - Klustar (2001, GBA) - Midnight Club: Street Racing (2001, Game Boy Advance) - Gunfighter: The Legend of Jesse James (2001, PlayStation) - Delta Force: Urban Warfare (2002, PlayStation) - Medal of Honor: Underground (2002, Game Boy Advance) - Tiger Woods PGA Tour Golf (2002, Game Boy Advance) - Judge Dredd: Dredd Vs. Death (2003, PC, GameCube, PlayStation 2 și Xbox) - Gunfighter II: Revenge of Jesse James (2003, PlayStation 2) | - Iron Storm (2004, PS2, PC) - Sniper Elite (2005, PC, PlayStation 2 and Xbox) - Delta Force: Black Hawk Down (2005, PlayStation 2) - James Bond: From Russia with Love (2006 PSP) - Dead to Rights: Reckoning (2006, PSP) - GUN Showdown (2006, PSP) - Rogue Trooper (2006, PC, Xbox și PS2, 2009 Wii) - Miami Vice (2006, PSP) - Delta Force: Black Hawk Down: Team Sabre (2006, PlayStation 2) - Star Wars Battlefront: Renegade Squadron (2007, PSP) - Free Running (2007, PlayStation 2, PSP, PC, Wii, DS) - Harry Potter and the Order of the Phoenix (2007, PSP) - The Simpsons Game (2007, PlayStation 2, PSP, Wii) - Aliens vs. Predator: Requiem (2007, PSP) - Call of Duty: World at War: Final Fronts (2008, PS2) - Shellshock 2: Blood Trails (2009, PlayStation 3, Xbox 360, PC) - PDC World Championship Darts 2009 (2009, Wii) - Rogue Warrior (2009, PlayStation 3, Xbox 360, PC) - Star Wars Battlefront: Elite Squadron (2009, PSP) - Aliens versus Predator Classic 2000 (2010, PC) - Aliens vs Predator (2010, PC, PlayStation 3, Xbox 360) - NeverDead (2012, PlayStation 3, Xbox 360) - Sniper Elite V2 (2012, PC, PlayStation 3, Xbox 360) - Sniper Elite: Nazi Zombie Army (2013, PC) |

## Jocuri video republicate de Rebellion
- Evil Genius (2009, PC). Inițial dezvoltat de Elixir Studios și publicat în 2004.
- Republic: The Revolution (2009, PC). Inițial dezvoltat de Elixir Studios și publicat în 2003.
- Empire Earth: Gold Edition (2009, PC). Inițial dezvoltat de Stainless Steel Studios și publicat în 2001. Pachetele suplimentare au fost lansate în 2002.
- Ground Control + Expansion (2009, PC). Inițial dezvoltat de Massive Entertainment și publicat în 2000.
- Ground Control II: Operation Exodus SE (2009, PC). Inițial dezvoltat de Massive Entertainment și publicat în 2004.
- Lords of the Realm: Royal Edition (2009, PC). Inițial dezvoltat de Impressions Games și publicat în 1994. Acesta include și Lords of the Realm II publicat în 1996.
- Lords of the Realm III (2009, PC). Inițial dezvoltat de Impressions Games și publicat în 2004.
- Lords of Magic: Special Edition (2009, PC). Inițial dezvoltat de Impressions Games și publicat în 1998.

## Premii
- 2006: Develop Industry Excellence Award 2006 for Most Improved Studio[1]